# Chimion
Chimionul (Cuminum cyminum) este o plantă anuală, bienara din familia Apiaceae, răspândită din estul Mării Mediterane până în estul Indiei. Are, ca și chimenul, nevoie de foarte mult soare pentru a se dezvolta în condiții ideale și pentru a produce fructe aromate.

## Descriere
Planta poate crește până la 30–50 cm înălțime.
De la chimion se folosesc semințele uscate ca atare sau măcinate. Semințele de chimion seamănă cu cele de chimen, având formă alungită, fiind crestate longitudinal și galben-maro la culoare, la fel ca și cele ale altor membri ai familiei Umbelliferae, cum ar fi pătrunjelul și mărarul. Acest fapt a dus la confundarea chimionului și chimenului chiar și de către persoane presupus avizate.

## Valoare nutrițională
Semințele de chimion conțin o cantitate considerabilă de fier. Cu toate acestea, cu excepția cazului în care cineva ar consuma aproximativ 15 grame pe zi, este puțin probabil ca semințele de chimion să reprezinte o sursă importantă de fier în alimentație.